# Сливенска епархия
Сливенската епархия е епархия на Българска православна църква със седалище в град Сливен и архиерейски наместничества в Бургас, Ямбол, Карнобат, Елхово, Котел и Малко Търново.

## История
В началото на XVIII век гръцкото духовенство съсредоточава в ръцете си цялата духовна власт. Сред подчинените на Цариградската патриаршия българи започва движение против гърцизма. В Сливен последователи на Иларион Макариополски и Неофит Бозвели стават Илия Недялкович, Димитър Добрович, хаджи Мина Пашов, учителят Добри Чинтулов и други. Пръв в Сливен чете Евангелието на български език поп Димитър, а когато през 1859 година в града идва гръцкият владика Кирил Одрински, събраните в църквата „Свети Димитър“ младежи го изгонват от града. След продължителни преговори с Високата порта на 28 февруари 1870 година великият везир Али паша връчва на българските представители султанския ферман за основаването на независима Българска екзархия. В член 10 са записани епархиите на Екзархията, включително и Сливенската. През 1871 година е избран първият български екзарх – Антим I, български архиереи (митрополити) за епархиите в Южна и Северна България и Македония. За новоучредената Сливенска епархия е избран архимандрит Серафим и ръкоположен за сливенски митрополит през 1873 година.
След Освобождението Сливенската митрополия развива всеобхвата социалната дейност. Основават се църковно-просветни братства, манастирите стават средища на духовен и културен живот. Дълго време делата на църквата и училищата са общи – общо настоятелство, обща каса, общи грижи. Пригаждат се два църковни дюкяна за детски градини, а през 1939 година се построява и дневен дом за децата на работничките от Бургаската община. Открива се пансион за бедни ученици, като същевременно от общината за тях са издействани стипендии. През 1925 година в земите на манастира „Света Петка“ край село Сотиря е организирана ученическа лятна колония.
Но най-големи грижи се полагат за учителите. Растат изискванията за тяхната образованост, интелигентност и нравственост. Заплатите им се осигуряват от бюджета на църковните настоятелства, от дарения, от събиране на помощи, а през 1880 година Сливенската митрополия предлага въвеждане на вътрешен данък върху гражданите, за да се осигури издръжката както на българските, така и на малцинствените училища в града. Отделят се и се събират помощи за пострадалите от природни бедствия, от Руско-турската война, а в някои по-тежки случаи са отпуснати пожизнени пенсии. Особена грижа на Митрополията са бежанците – македонски, тракийски, руски. През 1903 година е създаден комитет за подпомагане бедното население в Македония и Одринско. На свещениците бежанци се осигурява назначение като енорийски свещеници. В манастирите се настаняват военноинвалиди, бедни семейства.
В Сливен е създадено първото в страната червенокръстко дружество „Вяра, Надежда и Любов“, чийто председател е митрополит Серафим. Подпомагани са дружествата „Юнак“ и „Майчина длъжност“.
През 1925 година в манастира „Света Петка“ се открива старопиталище на издръжката на митрополията. Отстъпва се стая на туристическото дружество. По-късно това става и в манастира „Свети Спас“ край Ямбол. Отпускат се средства и за самите манастири в епархията, защото повечето са в окаяно състояние. Събирани са средства и за българските манастири в Атон.
За почивка и лечение на свещениците се строи почивен дом в Сливенските минерални бани. Подпомагат се и други строежи – Кулцухорския мост в Сливен, Агрономическия дом в село Оризаре, Поморийско (1931 г.), Здравен дом в село Русокастро, Бургаско.
През Първата световна война на семействата на мобилизираните свещеници като помощ се изплаща по половин месечна заплата, а след войната църквата полага огромни усилия за издирване на пленените свещеници.
Обществениците Добри Чинтулов, Сава Доброплодни, Стефан Гидиков и д-р Миркович, които са в центъра на църковно-религиозните дела в града, са инициаторите за създаване на първото читалище „Зора“ през 1859 година. Сливенската митрополия често отпуска средства за закупуване на книги. В своето завещание от 1875 година сливенският отец Амфилохий изрично упоменава: „... 24 книги по историческата част за читалището“. През 1934 година е отстъпена сграда на епархията за откриване на читалище в Созопол. С църковна помощ са построени читалищата в Карнобат, с. Българово, Айтоско; с. Невестино, Карнобатско; с. Воден, Елховско и други.

## Сливенски митрополити
- Серафим (1873 – 1896)
- Гервасий (1897 – 1919)
- Иларион (1922 – 1939)
- Евлогий (1939 – 1947)
- Никодим (1947 – 1980)
- Йоаникий (1980 – 2024)
- Арсений (2024 – настоящ)

## Архийерейски наместничества
- Бургаска духовна околия – с център гр. Бургас. Архиерейски наместник: ставрофорен иконом Борис Игнатов.
- Ямболска духовна околия – с център гр. Ямбол. Архиерейски наместник: ставрофорен иконом Димитрий Драганов
- Тополовградска духовна околия – с център гр. Тополовград. Аархиерейски наместник ставрофорен иконом Иван Янчев Михалев.
- Карнобатска духовна околия – с център гр. Карнобат. Архиерейски наместник: свещеноиконом Иван Ангелов Ангелов.
- Малкотърновска духовна околия – с център гр. Царево. Архиерейски наместник: ставрофорен иконом Стоян Николов Василев.
- Котелска духовна околия – с център гр. Котел. Архиерейски наместник: свещеноиконом Димитър Панайотов Сотиров.

## Манастири
- Поморийски манастир „Св. Георги Победоносец“
- Горноезеровски манастир „Св. Рождество Богородично“
- Люляковски манастир „Св. праведни Йоаким и Анна“
- Голямобуковски манастир „Св. Живоприемен източник“
- Кабиленски манастир „Рождество на Пресвета Богородица“
- Бакаджишки манастир „Св. Спас“
- Устремски манастир „Св. Троица“
- Сотирски манастир „Св. Петка“
- Чинтуловски манастир „Св. Илия“

## Храмове

### Катедрален храм
- „Свети Димитър“, Сливен

### Храмове по духовни околии
- Сливенска духовна околия
- Бургаска духовна околия
  - църква „Рождество Богородично (Поморие)“
- Ямболска духовна околия
- Тополовградска духовна околия
- Карнобатска духовна околия
- Котелска духовна околия
- Малкотърновска духовна околия